# Compagnie aérienne nationale du Mandchoukouo

Logo

La compagnie aérienne nationale du Mandchoukouo (満州航空株式会社, Manshū kōkū kabushikigaisha ; hángkōng zhūshì huìshè) existe de 1931 à 1945. Elle est aussi connue sous le nom de « Compagnie de transport aérien du Mandchoukouo ».
La compagnie aérienne nationale du Mandchoukouo est établie le 26 septembre 1931 à Fengtian sur ordre de l'armée japonaise du Guandong, en tant que branche des transports aériens du Japon, l'ancêtre de la compagnie aérienne impériale japonaise. Elle adopte officiellement le nom de « Compagnie aérienne nationale du Mandchoukouo » lors de la proclamation de l'« indépendance » du Mandchoukouo. Les principaux actionnaires sont le gouvernement du Mandchoukouo, la société des chemins de fer de Mandchourie du Sud, et le zaibatsu Sumitomo.
Dès ses débuts, la compagnie est une société paramilitaire dont le but premier est de transporter et de fournir un soutien logistique à l'armée, ainsi que de transporter le courrier. Des passagers civils étaient bien sûr transportés mais les vols charter étaient considérés de comme de basse priorité.
En 1936, un « bataillon de volontaires indépendant » est formé à partir de 13 avions de la compagnie combattant au service de l'armée de Mongolie-intérieure contre le Kuomintang dans la province de Suiyuan.
La compagnie avait son siège à Hsinking et organisait des vols réguliers vers Harbin, Shamussi (Kiamusze), Jilin, Mukden, Andong, Chinchow, Chengde, Tsitsihar, Hailar, le territoire du Guandong, la Corée, vers le Japon en collaboration avec la compagnie aérienne impériale du Japon (Dai Nippon Koku KK) et des destinations étrangères. Un long vol régulier entre Hsinking et Berlin est ouvert en 1938.

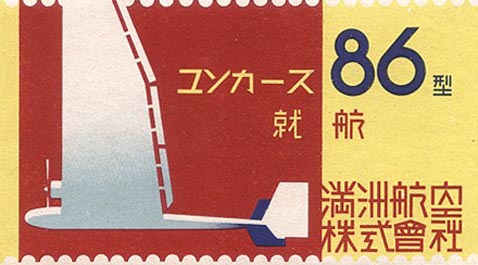
Étiquette de bagage de la compagnie faisant la promotion du Ju-86.

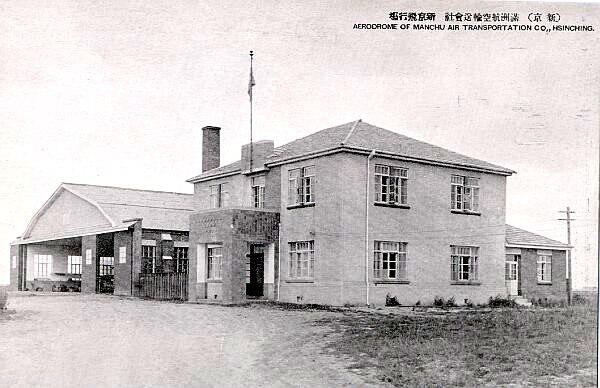
Aéroport de Hsinking.

Les magasins de réparations de la compagnie produisaient des copies du Fokker Super Universal (Nakajima Ki-6) et du De Havilland Puss Moth.
La compagnie cesse d'opérer en août 1945 durant l'invasion soviétique de la Mandchourie, cependant les pénuries de carburant et de matériel durant la guerre avaient déjà considérablement réduit l'activité. Les avions et l'équipement restants furent confisqués par l'Union soviétique et les Chinois communistes après la guerre.

## Flotte
- 30 Manshū MT-1 Hayabusa
- 27 De Havilland DH.80A Puss Moth
- 15 Messerschmitt Bf 108 Taifun
- 12 Nakajima Ki-34
- 10 Mitsubishi Ki-57
- 10 Junkers Ju 86Z-1
- 10 Junkers Ju 86Z-2
- 2 Heinkel He 116
- 2 Fokker F.VIIb-3m/M
- 1 Tachikawa Ki-54
- ? Tachikawa Type LO transport
- 1 De Havilland DH.85 Leopard Moth
- 1 General Aviation Clark GA43 transport
- ? Airspeed AS.6 Envoy
- ? Nakajima Ki-6
- ? Nakajima AT-2
- ? Kawasaki Ki-56
- ? Kokusai Ki-59